# División de Honor (Schach) 2003
Die División de Honor (Schach) 2003 war die neunte Saison der División de Honor und gleichzeitig die 47. Spanische Mannschaftsmeisterschaft im Schach, sie wurde mit zehn Mannschaften ausgetragen. Meister wurde die Mannschaft von CA Marcote Mondariz, die den Titelverteidiger CA Tiendas UPI Mancha Real auf den zweiten Platz verwies. Aus der Primera División waren CCA CajaCanarias Santa Cruz, CA Alzira-Hilaturas Presencia und RC Labradores-Pub Magia Sevilla aufgestiegen. Während Santa Cruz den Klassenerhalt erreichte, mussten Alzira und Sevilla zusammen mit CE Vulcà Barcelona absteigen.
Zu den Mannschaftskadern der teilnehmenden Vereine siehe Mannschaftskader der División de Honor (Schach) 2003.

## Modus
Die zehn teilnehmenden Mannschaften spielten ein einfaches Rundenturnier. Die drei Letzten stiegen in die Primera División ab und wurden durch die Aufsteiger aus der Primera División ersetzt. Gespielt wurde an vier Brettern, über die Platzierung entschied zunächst die Zahl der Brettpunkte (ein Punkt für einen Sieg, ein halber Punkt für ein Remis, kein Punkt für eine Niederlage), anschließend der direkte Vergleich und danach die Anzahl der Mannschaftspunkte (zwei Punkte für einen Sieg, ein Punkt für ein Unentschieden, kein Punkt für eine Niederlage). 

## Termine und Spielort
Das Turnier wurde vom 6. bis 14. Dezember auf Lanzarote ausgetragen.

## Saisonverlauf
CA Marcote Mondariz lag ab der 3. Runde an der Tabellenspitze und gewann am Ende mit 2,5 Punkten Vorsprung. CA Alzira-Hilaturas Presencia, RC Labradores-Pub Magia Sevilla und CE Vulcà Barcelona hatten vor der letzten Runde nur geringe Chancen auf den Klassenerhalt und konnten in der Tat dem Abstieg nicht entgehen.

## Abschlusstabelle
| Pl. | Verein                              | Sp | G | U | V | Brett-P.  | Mannsch.-P. |
| --- | ----------------------------------- | -- | - | - | - | --------- | ----------- |
| 01. | CA Marcote Mondariz                 | 9  | 6 | 3 | 0 | 25,0:11,0 | 15:3        |
| 02. | CA Tiendas UPI Mancha Real (M)      | 9  | 5 | 3 | 1 | 22,5:13,5 | 13:5        |
| 03. | CA Valencia-Grupo Bali              | 9  | 6 | 2 | 1 | 21,0:15,0 | 14:4        |
| 04. | CCA CajaCanarias Santa Cruz (N)     | 9  | 2 | 3 | 4 | 18,5:17,5 | 7:11        |
| 05. | CA iberCaja Zaragoza                | 9  | 2 | 4 | 3 | 18,0:18,0 | 8:10        |
| 06. | CA La Caja Las Palmas               | 9  | 3 | 4 | 2 | 17,5:18,5 | 10:8        |
| 07. | UE Foment Martinenc Barcelona       | 9  | 2 | 3 | 4 | 16,0:20,0 | 7:11        |
| 08. | CA Alzira-Hilaturas Presencia (N)   | 9  | 3 | 1 | 5 | 15,0:21,0 | 7:11        |
| 09. | RC Labradores-Pub Magia Sevilla (N) | 9  | 0 | 4 | 5 | 13,5:22,5 | 4:14        |
| 10. | CE Vulcà Barcelona                  | 9  | 1 | 3 | 5 | 13,0:23,0 | 5:13        |

### Entscheidungen
|     | spanischer Mannschaftsmeister: CA Marcote Mondariz                                                                    |
|     | Absteiger in die Primera División: CA Alzira-Hilaturas Presencia, RC Labradores-Pub Magia Sevilla, CE Vulcà Barcelona |
| (M) | Titelverteidiger |
| (N) | Vorjahresaufsteiger                                                                                                   |

### Kreuztabelle
| Ergebnisse | Ergebnisse                      | 01. | 02. | 03. | 04. | 05. | 06. | 07. | 08. | 09. | 10. |
| ---------- | ------------------------------- | --- | --- | --- | --- | --- | --- | --- | --- | --- | --- |
| 01.        | CA Marcote Mondariz             |     | 2   | 2½  | 2   | 2½  | 3½  | 2½  | 4   | 2   | 4   |
| 02.        | CA Tiendas UPI Mancha Real      | 2   |     | 2   | 2   | 3   | 1½  | 3   | 3   | 3   | 3   |
| 03.        | CA Valencia-Grupo Bali          | 1½  | 2   |     | 2½  | 2½  | 2   | 3   | 2½  | 2½  | 2½  |
| 04.        | CCA CajaCanarias Santa Cruz     | 2   | 2   | 1½  |     | 2   | 1½  | 1½  | 1½  | 3   | 3½  |
| 05.        | CA iberCaja Zaragoza            | 1½  | 1   | 1½  | 2   |     | 2   | 3½  | 2   | 2   | 2½  |
| 06.        | CA La Caja Las Palmas           | ½   | 2½  | 2   | 2½  | 2   |     | 2   | 1½  | 2½  | 2   |
| 07.        | UE Foment Martinenc Barcelona   | 1½  | 1   | 1   | 2½  | ½   | 2   |     | 3½  | 2   | 2   |
| 08.        | CA Alzira-Hilaturas Presencia   | 0   | 1   | 1½  | 2½  | 2   | 2½  | ½   |     | 3½  | 1½  |
| 09.        | RC Labradores-Pub Magia Sevilla | 2   | 1   | 1½  | 1   | 2   | 1½  | 2   | ½   |     | 2   |
| 10.        | CE Vulcà Barcelona              | 0   | 1   | 1½  | ½   | 1½  | 2   | 2   | 2½  | 2   |     |

## Die Meistermannschaft
| 1.            | CA Marcote Mondariz                                                                                 |
| Schachfiguren | Alexander Graf, Giorgi Giorgadse, Zenón Franco Ocampos, Alejandro Hoffman, Roi Reinaldo Castiñeira. |